# Dr. Horrible's Sing-Along Blog
Dr. Horrible's Sing-Along Blog je muzikálová tragikomická internetová minisérie ve třech aktech režiséra a scenáristy Josse Whedona z roku 2008, vyrobená v produkční společnosti Mutant Enemy. Na tvorbě minisérie se autorsky podíleli i Jossovi bratři Zack a Jed Whedonovi a také Jedova tehdejší snoubenka Maurissa Tancharoen.
Příběh umístěný do Los Angeles pojednává o střetu Dr. Horribla (Neil Patrick Harris), začínajícího superpadoucha, a jeho pomocníka Moista (Simon Helberg) s úhlavním nepřítelem, superhrdinou Captainem Hammerem (Nathan Fillion), přičemž oba soupeří o přízeň dívky Penny (Felicia Day).
Minisérie získala několik ocenění, na její námět také vzniklo několika komiksů. Autoři plánují její pokračování.

## Příběh
Děj minisérie je rozdělen do tří aktů, z nichž každý má délku přibližně 14 minut. V závorce jsou uvedeny názvy písní, které postavy zpívají a posouvají jimi děj.

### Akt 1
Dr. Horrible (volně přeloženo Dr. Hrůzný) natáčí příspěvek pro svůj video blog, ve kterém informuje o svých plánech a také odpovídá na nejrůznější emailové dotazy diváků. Jeden dotaz se týká „jí“, dívky, již často ve svých vstupech zmiňuje. Vzpomíná tedy na Penny, kterou zná z veřejné prádelny a do níž se zamiloval. („My Freeze Ray“)
Píseň je přerušena příchodem jeho společníka Moista (volně přeloženo Vlhoně), který mu předá dopis od Bad Horse (volně přeloženo Zlého Koně), vůdce Evil League of Evil (volně přeloženo Zlého spolku zla). Ten ve své odpovědi informuje Dr. Horribla, že jeho žádost o vstup do spolku bude zvážena a že budou sledovat jeho další odporný zločin. („Bad Horse Chorus“)
Další den se Horrible připravuje na krádež kufříku s wonderfloniem (volně přeloženo divufloniem), který potřebuje pro svůj mrazicí paprsek, jenž má zastavovat čas. Pomocí dálkového ovládání převezme kontrolu na dodávkou, kterou je wonderflonium přepravováno. V té samé ulici se však náhodou vyskytuje i Penny, která zde sbírá podpisy na petici, požadující po městské radě, aby postavila útulek pro bezdomovce. („Caring Hands“) O podpis požádá i Dr. Horribla, který je ale zaměstnán vlastními záležitostmi a nevnímá ji. Dívka si myslí, že ho téma nezajímá, proto od něj odchází. Toho si Horrible již všimne, svůj vnitřní konflikt ale po chvíli vyřeší a soustředí se na krádež wonderflonia. („A Man's Gotta Do“)
Když Horrible řídí pomocí dálkového ovládání dodávku, objeví se Captain Hammer (volně přeloženo Kapitán Kladivo), který převezme padouchovu píseň, odstraní přijímač ovládání z auta a neúmyslně jej stočí směrem k Penny. Stačí ji však odstrčit z cesty (do pytlů s odpadky), Horrible následně dokáže opět získat kontrolu nad dodávkou a nakonec ji zastaví těsně před Hammerem, takže to vypadá, jako by ji zastavil superhrdina svýma holýma rukama. Oba dva protivníci se střetnou, v tu chvíli se však vzpamatuje Penny a Hammerovi děkuje za domnělou záchranu života. Captain zapomene na Doctora, věnuje se dívce se kterou nacházejí vzájemné zalíbení. Horrible ve vzteku a zahanbení odchází pryč s wonderfloniem.

### Akt 2
Dr. Horrible tajně sleduje Penny a Captaina Hammera na jejich schůzkách, přitom zpívá o utrpení lidského pokolení. Penny naopak zpívá o naději a možnosti vykoupení. („My Eyes“) Penny se následně s Horriblem, který se jí představil jako Billy, začne přátelsky bavit.
Horrible na svém blogu prozradí, že dokončil svůj mrazicí paprsek a že ho plánuje použít následující den. V dalším příspěvku však odhalí, že pokus nevyšel, protože Hammer a losangeleská policie sledují jeho blog, takže na něj byli připraveni. Zavolá mu Bad Horse, který mu vyčiní a řekne mu, že nyní je jeho jedinou možností pro přijetí do spolku spáchání vraždy. („Bad Horse Chorus (Reprise)“) Horrible si není jistý, nemůže se rozhodnout pro oběť a ani sám neví, jestli vůbec chce takový čin spáchat, i když by to znamenalo zamítnutí jeho žádosti pro vstup do spolku.
Jako Billy si v prádelně povídá s Penny, společně jí mražený jogurt a baví se o jeho problémech. („Penny's Song“) Když se dostávají blíž k sobě, Penny se zmíní o Captainu Hammerovi, který se zde plánuje stavit. Billy zpanikaří a snaží se rychle odejít, avšak vběhne přímo do Hammerovy náruče. Oba předstírají, že se neznají, když je ale Penny nechá o samotě, Hammer si dobírá Horribla, že je zamilovaný do Penny a že právě on sám získal to, po čem Dr. Horrible nejvíce touží. Je zřejmé, že Hammerovi na Penny příliš nezáleží, chce se s ní však vyspat, aby ještě více Horribla zranil. Doctor se tedy rozhodne zabít Captaina, což má být onen odporný zločin nutný pro vstup do Evil League of Evil. („Brand New Day“)

### Akt 3
Město je poblázněno snahou Captaina Hammera pomoci bezdomovcům, je tak považován za nového městského hrdinu. Penny zvažuje svůj vztah se Hammerem, v prádelně čeká s mraženým jogurtem na Billyho, ten však nepřichází. Dr. Horrible se mezitím stáhl do ústraní a posedle pracuje na smrtícím paprsku, kterým by zničil Captaina Hammera jednou provždy. („So They Say“)
Při otevření nového útulku pro bezdomovce, kde má být odhalena také nová Hammerova socha, začne Captain pronášet projev o podpoře lidí bez domova. Jeho řeč se však stočí na jeho osobu, povýšeně začne vychvalovat svoje kvality a svůj vztah s Penny. („Everyone's a Hero“) Rozčarovaná a ponížená Penny se snaží ze sálu v tichosti odejít; dav se přidá do zpěvu Hammerovy písně, je však přerušen příchodem Dr. Horribla. Ten použije mrazicí paprsek, kterým utne píseň. Horrible se vysměje davu, že nejsou schopni poznat, že Hammerova image je jen přetvářka, a odhalí svoji druhou, laserovou zbraň – smrtící paprsek. („Slipping“)
Horrible zamíří svoji zbraň na zmraženého Hammera, ale zaváhá. V tom okamžiku přestane působit mrazicí paprsek, Captain Hammer udeří svého protivníka tak, že Horrible proletí celou místností a smrtící paprsek mu vypadne z rukou a poškodí se. Hammer pozvedne smrtící paprsek, namíří ho na Horribla a triumfálně dokončí svoji píseň. I přes Doctorova varování zmáčkne spoušť, poškozená zbraň selže a exploduje v Hammerových rukách. Zraní jej, Captain Hammer zřejmě poprvé ve svém životě cítí bolest. Utíká pryč, naříká a volá po své mamince. Dr. Horrible si uvědomí, že přemohl svého úhlavního nepřítele, nicméně stále nespáchal vraždu, díky které by byl oprávněn vstoupit do spolku. Zjistí však, že Penny, opřená o zeď, byla zasažena střepinou z výbuchu. Zraněná dívka blouzní, že ji zachrání Captain Hammer a zemře Horriblovi v náručí. Doctor je zaskočen a zdrcen svým Pyrrhovým vítězstvím, její smrt je však ironicky tou vraždou, kterou sám chtěl. Stane se veřejně známým, zároveň však může páchat další zločiny, neboť zhroucený Captain Hammer se léčí u psychiatra. Horrible je přijat do Evil League of Evil, na oslavnou párty dorazí i Moist.
Dr. Horrible, který nyní nosí nové oblečení (červený kabát, černé rukavice a ochranné brýle na očích), převezme své místo ve spolku, který sestává ze superpadouchů, jimiž jsou Tie-Die, Snake Bite, Professor Normal, Dead Bowie (volně přeloženo Mrtvý Bowie), Fake Thomas Jefferson (volně přeloženo Falešný Thomas Jefferson), Fury Leika a Bad Horse (představovaný skutečným koněm). Při příchodu do místnosti spolku oznámí, že „nyní je noční můra skutečná“ a že „donutí celý svět pokleknout“ s tím, že „[on] nebude cítit vůbec…“. Větu dokončí ve svém posledním blogovém příspěvku jako strnule vypadající Billy, bez převleku, ztracený ve své laboratoři: „… nic“. („Everything You Ever“)

## Obsazení

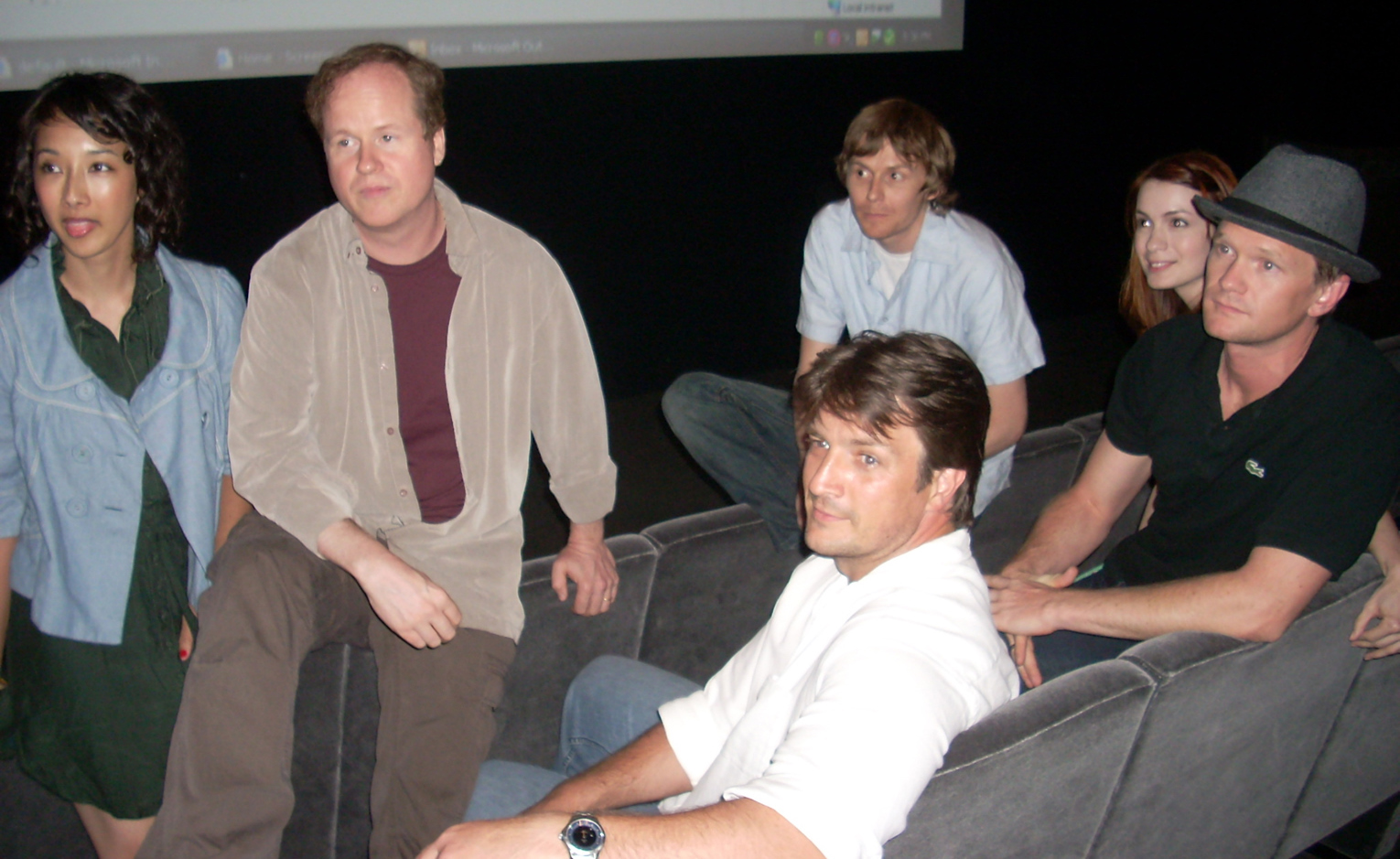
Herci a autoři minisérie. Zleva: Maurissa Tancharoen, Joss Whedon, Nathan Fillion, Jed Whedon, Felicia Day a Neil Patrick Harris

- Neil Patrick Harris jako Billy/Dr. Horrible – Začínající superpadouch se stylem šíleného vědce, používající frázi „Mám doktorát v hrůznosti“. Touží se stát členem Bad Horseova spolku Evil League of Evil. Svoje vynálezy využívá k ovládnutí světa a k zahájení společenských změn pro zlepšení lidstva. Jeho sociálně-politické přesvědčení zahrnuje paradoxní ideu autokratické anarchie: „Svět je chaos a já prostě… ho musím ovládnout.“ Jako Billy se snaží navázat romantický vztah s Penny.
- Nathan Fillion jako Captain Hammer – Úhlavní nepřítel Dr. Horribla. Egocentrický superhrdina s nadlidskou silou, je téměř nezranitelný. Užívá si pronásledování Dr. Horribla i v případě, kdy to situace nevyžaduje.
- Felicia Day jako Penny – Tajná láska Dr. Horribla. Idealistická a štědrá dívka, která je dobrovolnicí v útulku pro bezdomovce.

Simon Helberg se představil ve vedlejší roli Moista. Je to kamarád a parťák Dr. Horribla, který ho oslovuje „můj ďábelský vlhký příteli“. Má zvláštní schopnost vlhčit věci, ze které však není příliš nadšený. V minisérii se v cameo rolích také objevili spolupracovníci Josse Whedona. Marti Noxon, výkonná producentka Buffy, přemožitelky upírů, a David Fury, scenárista Buffy a Angela, zde hráli moderátory televizních zpráv. Doug Petrie a Drew Goddard, scenáristé obou zmíněných seriálů, ztvárnili superpadouchy Professora Normala a Fake Thomase Jeffersona. Rovněž i samotní autoři se představili před kamerou či za mikrofonem. Všichni tři bratři Whedonovi zpívali jako sbor Bad Horse skladby „Bad Horse Chorus“ a „Bad Horse Chorus (Reprise)“. Zack Whedon také toho hrál muže, který odvážel lůžko s mrtvou Penny, Jed Whedon se představil jako superpadouch Dead Bowie a Maurissa Tancharoen, kromě nazpívaných vokálů v písni „Everything You Ever“, jako Hammerova a později Horriblova fanynka.

## Produkce

### Koncepce
Scénář vznikl během stávky amerických scenáristů na přelomu let 2007 a 2008. Hlavní myšlenkou bylo vytvořit něco malého a levného, avšak profesionálně ztvárněného, způsobem, který by obešel problémy, proti kterým autoři protestovali.
Joss Whedon financoval celý projekt sám (počáteční náklady dosáhly 200 tisíc dolarů, celkový rozpočet přibližně 450 tisíc dolarů), produkoval jej ve své společnosti Mutant Enemy a užíval si nezávislost na studiích. Uvedl: „Svoboda je úžasná. Faktem je, že jsem měl velmi dobré vztahy se studii a že jsem pracoval s mnoha chytrými členy vedení. Ale je to rozdíl, když můžete prostě jen jít vpřed a něco vytvořit.“ Pro formát webové minisérie bylo také mnohem méně omezení – Whedon měl „svobodu prostě nechat sám příběh, aby si nadiktoval potřebnou délku. Nemuseli jsme tam nacpat všechno. Je tam toho hodně, ale dali jsme tam takové množství příběhu, které jsme chtěli, a nechali jsme ho, aby si sám vyjádřil potřebný čas. Cílem bylo 30 minut, skončili jsme na 42 minutách a není to žádný problém.“

### Natáčení
Minisérie byla natáčena na jaře 2008 v Los Angeles, filmování trvalo šest dní, z čehož jeden den štáb využil kulisy ulice studií Universal, ve kterých natočil scény s krádeží dodávky a s obřím doktorem Horriblem zašlapávajícím lidi. Samotný třicetičlenný štáb byl z velké části tvořen lidmi, kteří s Whedonem již spolupracovali na jeho předchozích projektech, včetně návrhářky kostýmů Shawny Trpcic nebo střihačky Lisy Lassek.
Pěvecké party byly nahrávány v malém studiu vytvořeném v loftu Josse Whedona mezi 1. a 5. březnem 2008, hudba byla natočena v losangeleských Burnside Studios.

### Hudba
Hudbu pro minisérii napsal Joss Whedon se svým bratrem Jedem. Částečně byla ovlivněná stylem Stephena Sondheima. Autory textů jsou Joss a Jed Whedonovi a Maurissa Tancharoen. Celý muzikál zahrnuje 14 skladeb včetně jedné reprízy a hudby k titulkům. Soundtrack o délce 26 minut byl vydán digitálně na iTunes Store 2. září 2008, na fyzickém CD potom 15. prosince 2008.

#### Seznam písní
Akt 1
- „Dr. Horrible Theme“ (instrumentální)
- „My Freeze Ray“ (Dr. Horrible)
- „Bad Horse Chorus“ (sbor Bad Horse)
- „Caring Hands“ (Penny)
- „A Man's Gotta Do“ (Dr. Horrible, Penny a Captain Hammer)

Akt 2
- „Dr. Horrible Theme“ (instrumentální)
- „My Eyes“ (Dr. Horrible a Penny)
- „Bad Horse Chorus (Reprise)“ (sbor Bad Horse)
- „Penny's Song“ (Penny)
- „Brand New Day“ (Dr. Horrible)

Akt 3
- „Dr. Horrible Theme“ (instrumentální)
- „So They Say“ (stěhováci, fanoušci Captaina Hammera, Penny, Captain Hammer, hlasatelé zpráv a Dr. Horrible)
- „Everyone's a Hero“ (Captain Hammer a jeho fanoušci)
- „Slipping“ (Dr. Horrible)
- „Everything You Ever/Finale“ (Dr. Horrible a jeho fanoušci)
- „End Credits“ (instrumentální)

## Vysílání a vydávání
Záměrem Josse Whedona bylo najít takovou distribuční cestu, která by pokryla náklady na výrobu. Pokud by vydání minisérie na internetu bylo dostatečně úspěšné, plánoval realizaci DVD s různými bonusy. Teaser byl zveřejněn 25. června 2008, všechny tři akty byly zveřejněny na oficiálních stránkách muzikálu (hostovány na Hulu) postupně ve dnech 15., 17. a 19. července, odkud však byly již 20. července 2008 plánovaně staženy. V podobě celého 42 minut dlouhého snímku se Dr. Horrible na Hulu vrátil 28. července toho roku, přičemž jak v případě první, tak i druhé edice byl přístupný mezinárodně. Později však byl přístup omezen pouze pro obyvatele USA. V dalších letech byl muzikál zveřejněn také na dalších službách, včetně iTunes, Amazon Video On Demand či Netflixu.
Na DVD byla minisérie vydána 19. prosince 2008 exkluzivně na Amazon.com, standardní edice vyšla 2. června 2009 u New Video Group. BD verze byla vydána 25. května 2010 (New Video Group). V televizi měl celý muzikál premiéru na stanici The CW dne 9. října 2012.
Všechny edice DVD a BD obsahovaly kromě samotného muzikálu také bonusy v podobě pohledů do zákulisí, fanouškovských videí na téma vstupu do Evil League of Evil a také Commentary! The Musical – speciální stopu zpívaných komentářů autorů a herců k celé minisérii, která vlastně vytváří zcela nový muzikál. Samotný Commentary! The Musical byl vydán 13. prosince 2009 na iTunes, k dispozici byl od 8. ledna 2010.
Seznam písní Commentary! The Musical
- „Commentary!“ (všichni)
- „Strike!“ (autoři)
- „Ten Dollar Solo“ (Stacy Shirk jako fanynka č. 2, Neil Patrick Harris)
- „Better Than Neil“ (Nathan Fillion)
- „The Art“ (Felicia Day)
- „Zack's Rap“ (Zack Whedon)
- „Moist“ (Simon Helberg)
- „Ninja Ropes“ (Jed Whedon, Nathan Fillion, Neil Patrick Harris)
- „All About Me“ (The Bit Players)
- „Nobody's Asian in the Movies“ (Maurissa Tancharoen)
- „Heart Broken“ (Joss Whedon)
- „Neil's Turn“ (Neil Patrick Harris)
- „Commentary (Reprise)“ (všichni)
- „Steve's Song“ (Steve Berg)

V rozhovoru z května 2012 uvedl Joss Whedon, že „filmem, soundtrackem a vším ostatním, co jsme udělali, jsme vydělali přes 3 miliony dolarů“.

## Přijetí

### Kritika
Mike Hale z The New York Times ve své recenzi uvedl, že „[minisérie] obsahuje skutečné herecké výkony“ a jak můžeme od Josse Whedona očekávat, „svými nepřímými narážkami a svým cynismem se jedná o zábavnou show, zejména co se týče textů písní“, které „jsou melodické, vtipné, softpopové, méně náročné než hymny pana Whedona pro epizodu „Ještě jednou a s citem“, známý muzikálový díl Buffy“.
Fanoušci hudebníka a performera Doctora Steela si povšimli některých podobností mezi ním a Dr. Horriblem, což přitáhlo i pozornost médií. Spoluautorka Dr. Horribla Maurissa Tancharoen uvedla: „Vše, co k tomuto tématu můžeme říct, je, že jsme nikdy předtím o Dr. Steelovi neslyšeli… Je tu prostor pro oba.“

### Nominace a ocenění

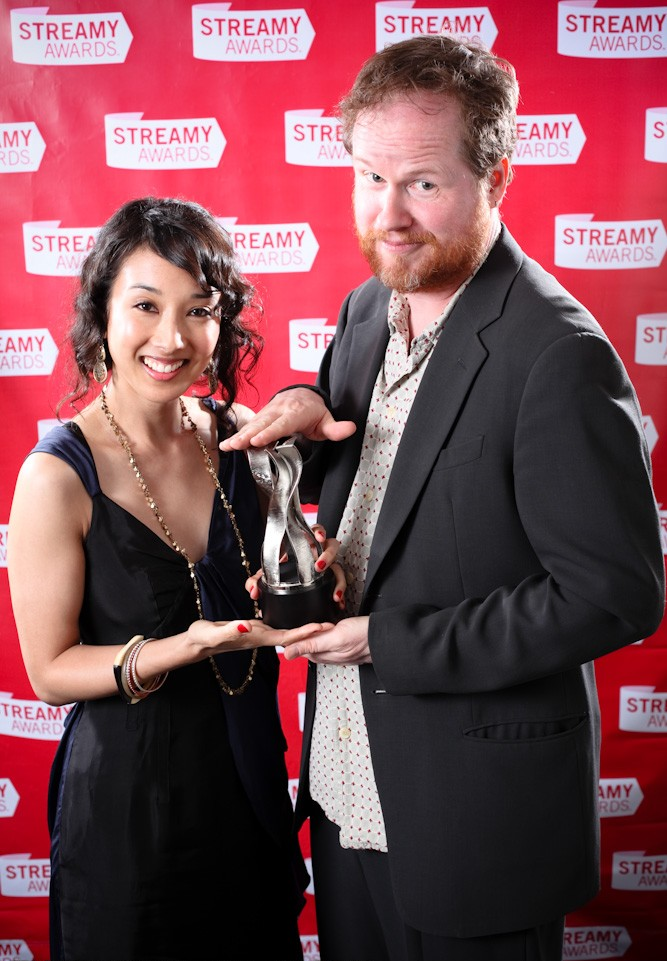
Maurissa Tancharoen a Joss Whedon s jednou z cen Streamy Awards, kterou Dr. Horrible získal

Dr. Horrible získal za rok 2008 cenu Hugo v kategorii Nejlepší dramatická prezentace, krátká forma, cenu People's Choice Awards (Oblíbená online senzace), cenu Emmy (Nejlepší speciální krátkometrážní zábavný program) a šest cen Streamy Awards (Nejlepší herec v komediálním internetovém seriálu – Neil Patrick Harris, Nejlepší režie komediálního internetového seriálu, Nejlepší scénář komediálního internetového seriálu, Nejlepší střih internetového seriálu, Nejlepší kamera internetového seriálu, Nejlepší původní hudba v internetovém seriálu).
Kromě získaných ocenění byl Dr. Horrible nominován na dalších pět cen Streamy Awards a dvě ceny Constellation Awards (Nejlepší science fiction film, TV film nebo minisérie a Nejlepší mužský herecký výkon v science fiction filmu, TV filmu nebo minisérii – Neil Patrick Harris).
Během vysílání slavnostního předávání cen Emmy 20. září 2009, které uváděl Neil Patrick Harris, byl proslov reprezentantů firmy Ernst & Young přerušen novým skečem Dr. Horribla a Captaina Hammera.

### Merchandising

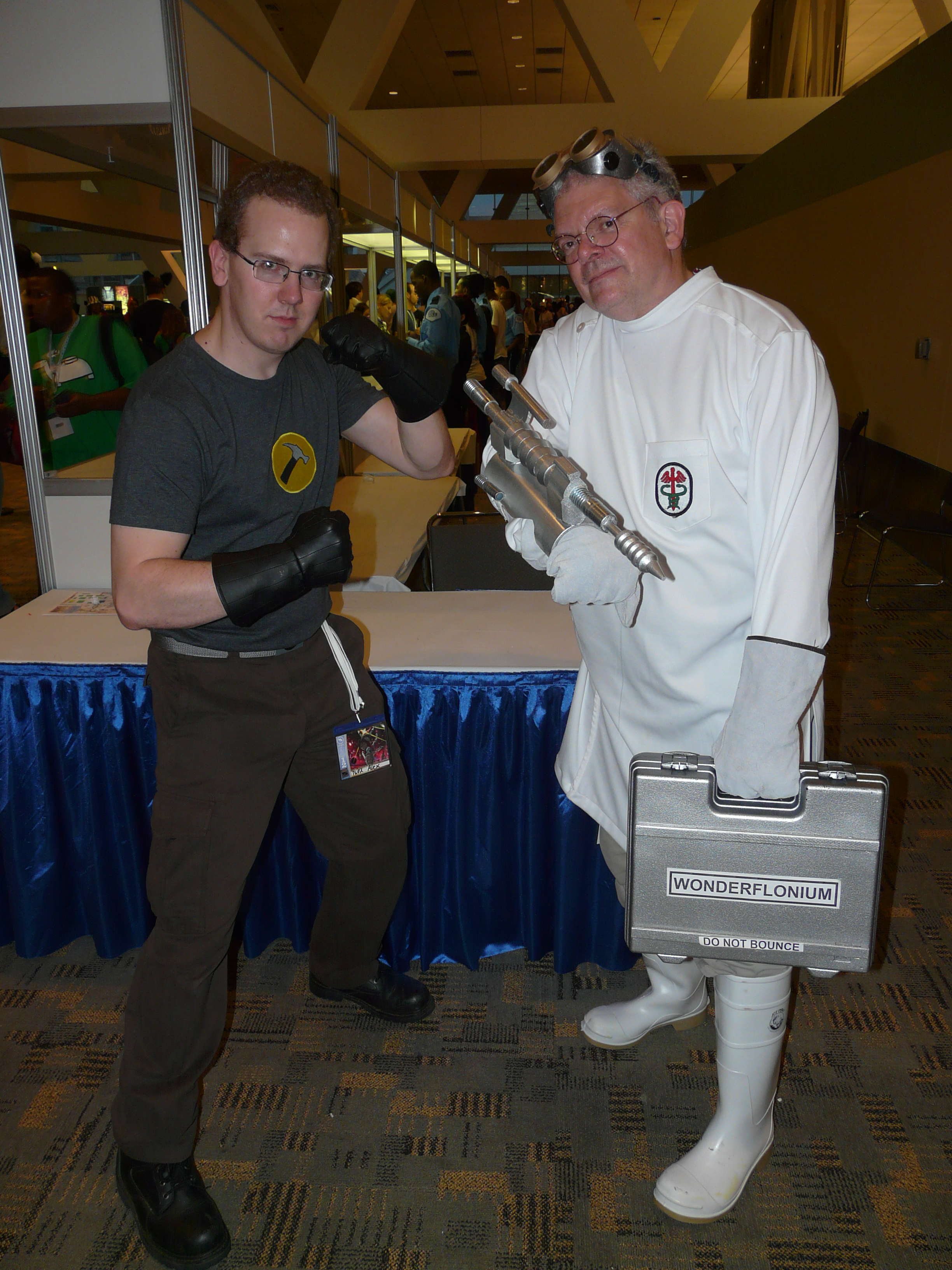
Fanoušci v kostýmech Captaina Hammera a Dr. Horribla

Na začátku července 2008 zveřejnilo v elektronické podobě vydavatelství Dark Horse Comics v rámci série Dark Horse Presents krátký komiks Captain Hammer: Be Like Me! (kresba Eric Canete), na což navázaly další komiksy: v prosinci 2008 Moist: Humidity Rising (kresba Farel Dalrymple) a v červnu 2009 Penny: Keep Your Head Up (kresba Jim Rugg). V listopadu 2009 potom vyšel u stejného vydavatelství jednosešitový komiks s prostým názvem Dr. Horrible (kresba Joelle Jones). Všechny komiksy, jejichž autorem je Zack Whedon, popisují původ hlavních postav. V září 2010 vyšlo souborné album Dr. Horrible and Other Horrible Stories, které kromě čtyř výše uvedených děl obsahuje navíc i příběh o spolku Evil League of Evil.
Soundtrack muzikálu byl společností Mutant Enemy vydán 2. září 2008 (digitálně), resp. 15. prosince 2008 (na CD). Dne 13. prosince 2009 vyšla digitálně i muzikálová stopa komentářů Commentary! The Musical.
V březnu 2011 byl v nakladatelství Titan Books vydán oficiální knižní průvodce Dr. Horrible’s Sing-Along Blog: The Book, který, mimo jiné, obsahuje příspěvky Josse Whedona a všech čtyř představitelů hlavních rolí, kompletní scénář muzikálu, scénář pro Commentary! The Musical a klavírní a vokální notový zápis muzikálu.

## Možné pokračování
Již na konci července 2008 potvrdil Joss Whedon, že tvůrci mají v plánu pokračování muzikálu. Roku 2009 oznámil, že se na sequelu pracuje, přičemž mohla by to být buď další internetová série nebo přímo celovečerní film. Podle oznámení z roku 2011 měli autoři několik písní téměř hotových a měli představu o struktuře díla. Vzhledem ke své práci pro Marvel Studios Whedon v roce 2013 uvedl, že výroba pokračování Dr. Horribla by měla být posunuta zřejmě do roku 2015.